# Alamut (roman)
Alamut je najpoznatije djelo Vladimira Bartola. Prvo izdanje izašlo je 1938. godine, a bavi se pričom o Hasan ibn as-Sabahu i njegovoj sekti ismajlija. U svoje vrijeme knjiga nije bila hvaljena od strane kritičara, no popularnost joj je porasla osamdesetih godina dvadesetog stoljeća, te ponovno u prvom desetljeću 21. stoljeća, kada je, nakon što ju je na engleski preveo Michael Biggins, nadahnula autore računalne igre Assassins Creed.
Bartol je roman počeo pisati ranih 1930-ih godina u Parizu. Tamo je sreo slovenskog književnog kritičara Josipa Vidmara, koji ga je upoznao s pričom o Hasanu-i Sabahu. Dodatan poticaj za roman bio je atentat na jugoslavenskog kralja Aleksandra I. od strane hrvatskih i bugarskih radikalnih nacionalista, kojeg je navodno potakla talijanska fašistička vlada. Kada je prvi put objavljen, roman je bio sarkastično posvećen Benitu Mussoliniju.
Glavna poruka romana jest:  Ništa nije istinito, sve je dopušteno.

## Radnja
Roman govori o perzijskoj tvrđavi zvanoj Alamut, gdje vođa sekte ismajlija, Hasan ibn as-Sabah skuplja vojsku za napad na Seldžučko carstvo, koje je zaposjelo Iran. U tvrđavu se, potaknut željama obitelji, zaputi mladi ibn Tahir, koji je kasnije izabran u četu najsposobnijih i najubojitijih vojnika, fedaija. Kroz njihov trening i obrazovanje, naučeni su dati vlastiti život za ispunjenje svojih naredbi. Ako poginu, rečeno im je da odlaze u raj, gdje će uživati u jelu, piću, obilju i ženama. U to svi vjeruju, jer ih Hasan omami hašišem, te ih u nesvijesti premjesti u kraljevske vrtove iza tvrđave, koje je dao urediti prema svojem opisu raja. Fedaiji tako vjeruju da je sam Alah podario moć Hasanu da ih u zaslužen čas pošalje u nebesa. Među njima i djevojkama u vrtu se razviju ljubavne veze, koje Hasan, naravno, iskorištava. Da bi seldžučki vojnici spoznali njegovu moć, naređuje jednom od fedaija da se baci s tornja. Ovaj, vjerujući da će se tako vratiti svojoj dragoj u raju, to učini sa smješkom. Ibn Tahira, najsposobnijeg fedaija, Hasan pošalje ubiti Nizama al-Mulka, sultanovog vezira, koji ga je u prošlosti izdao. Kada ibn Tahir izvrši zapovijed, vezir mu pred smrt otkrije istinu o Hasanovim planovima, na što se ibn Tahir zaputi natrag u Alamut, odlučivši ubiti Hasana. Hasan ga primi i otkrije mu pravi smisao svojeg nauka – ništa nije istinito, sve je dozvoljeno. Potom ga pusti i otpremi ga da putuje po svijetu. Drugi fedai ubije sultana, država se raspadne, te počne rat za prijestolje. Hasan se zatvara u toranj, gdje do smrti radi i zapovijeda ismailijama preko svojih vjernih daija, važnih vjerskih i vojnih časnika.